# Monochamus lamottei
Monochamus lamottei är en skalbaggsart som beskrevs av Pierre Lepesme och Stefan von Breuning 1952. Monochamus lamottei ingår i släktet Monochamus och familjen långhorningar. Inga underarter finns listade i Catalogue of Life.